# 勒布沃雷
勒布沃雷（法語：Le Bouveret，法語發音：[lə buvʁɛ]）是瑞士聯邦瓦萊州瓦萊港底下的小鎮。位處日內瓦湖的最南端，也臨近法國邊界。 布夫雷以旅遊業聞名，許多風景名勝位在此，例如瑞士蒸汽公園及水上樂園 Aquaparc。

## 交通方式
- 從埃格勒火車站搭乘巴士。
- 從聖莫里斯搭乘火車。
- 從 A9高速公路（英语：A9 motorway (Switzerland)）第16號、第17號出口開車抵達。
- 搭乘日內瓦湖的渡輪。

46°22′59″N 6°51′29″E / 46.383°N 6.858°E